# デンジャラス・バディ
『デンジャラス・バディ』（原題: The Heat）は、2013年にアメリカ合衆国で制作されたアクションコメディ映画。
サンドラ・ブロックのFBI女捜査官の役は、2000年の『デンジャラス・ビューティー』、2005年の『デンジャラス・ビューティー2』の影響がある役柄。

## ストーリー
FBI捜査官のアッシュバーンは、有能だが生真面目で融通が利かず、しかも傲慢なために同僚から疎ましく思われていた。ある日、そんな彼女にボストンの麻薬組織を捜査するよう命令が下る。早速ボストンへと向かうアッシュバーンだったが、そこで彼女を待っていたのは、地元の市警察の女刑事マリンズだった。
自分とは正反対の、粗野で野蛮なマリンズと事ある毎に衝突するアッシュバーンだったが、捜査を進めるうちに次第に打ち解けていき、ついには麻薬組織の大物「ラーキン」を追い詰めるのだった。

## キャスト
※括弧内は日本語吹替
- サラ・アッシュバーン - サンドラ・ブロック（本田貴子）
- シャノン・マリンズ - メリッサ・マッカーシー（斉藤貴美子）
- ヘイル - デミアン・ビチル（大滝寛）
- リヴィ - マーロン・ウェイアンズ（小森創介）
- ジェイソン・マリンズ（シャノンの弟） - マイケル・ラパポート（興津和幸）
- シャノンの母 - ジェーン・カーティン（定岡小百合）
- ロジャース - スポークン・リーズンズ
- クレイグ（DEAのエージェント） - ダン・バッケダール（家中宏）
- アダム（DEAのエージェント）- タラン・キラム
- ジュリアン・ヴィンセント（ラーキンの組織の副幹部） - マイケル・マクドナルド（斉藤次郎）
- ウッズ警部 - トーマス・F・ウィルソン（伊藤栄次）
- ザ・ジョン - トニー・ヘイル（多田野曜平）
- タチアナ - ケイトリン・オルソン（落合るみ）
- マーク・ルリンズ（シャノンの兄） - ビル・バー（小森創介）
- マイケル・マリンズ - ネイト・コードリー
- ジーナ - ジェシカ・チャフィン（品田美穂）

日本語吹替その他：平修、鈴木幸二、宮澤はるな、山田浩貴、嶋田翔平、尾花かんじ、相川奈都姫
日本語版制作スタッフ　演出：尾崎順子、翻訳：石原千麻、制作：ブロードメディア・スタジオ